# Гьоре Велковски
Гьоре Секулов Велковски с псевдоним Стрелката (на македонска литературна норма: Ѓорѓи Секулов Велковски) е югославски партизанин и деец на комунистическата съпротива във Вардарска Македония.

## Биография
Роден е през 1919 година в град Прилеп. От февруари до април 1941 действа като активист из прилепските села. В къщата му се правят срещи на дейци на ЮКП. На 8 септември 1941 година заедно с Лазо Филиповски, Гиго Менкароски и Борко Петрески отиват с велосипеди до Гостиражни. Там оставят Петрески и заминават пеша за тунела при Богомила с цел по-нататъшно миниране на тунела. Там се натъкват на български войник и Лазо Филиповски го убиват. Тримата отстъпват и се завръщат в Прилеп. В резултат на това Менкароски и Филиповски са осъдени задочно на смърт, а Петрески на 12,5 години затвор. На 12 септември 1941 година Велковски заедно с шест души формират прилепската партизанска чета. В отделни периоди е политически комисар на първа македонска ударна бригада и народоосвободителен батальон „Стив Наумов“. На 17 октомври 1941 година става командир при формирането на битолско-преспански партизански отряд „Даме Груев“, а по-късно и на битолският народоосвободителен партизански отряд „Яне Сандански“. От 2 август до средата на октомври 1944 е политически комисар на пета македонска ударна бригада.
Няколко дена след приемането на Резолуцията на Информбюро в началото на юли 1948 година Централният комитет на Комунистическата партия на Македония провежда заседание на републиканския политически актив. На това заседание Велковки явно изразява несъгласие с позицията на КПЮ към Резолюцията и заради това в началотго на март 1950 година насилствено е транспортиран в специалната болница за психичноболни в Топоница, Ниш, по заповед на Управлението за държавна сигурност със съдействието на съгражданите му  Гьоре Дамевски и Пенко Здравкоски. В болницата Велковски се самоубива или е убит в същата 1950 година.